# St. Stephen-in-Brannel
St. Stephen-in-Brannel är en civil parish i Storbritannien.   Den ligger i grevskapet Cornwall och riksdelen England, i den södra delen av landet, 400 km väster om huvudstaden London. Vid folkräkningen 2011 hade den 7 240 invånare.
Centralort är byn St Stephen. Övriga större byar är Foxhole, Nanpean, Treviscoe och Whitemoor,